# Lethops connectens
Cá bống nửa mù, tên khoa học Lethops connectens, là một loài cá bống biển có nguồn gốc từ miền đông Thái Bình Dương từ trung tâm California, Hoa Kỳ đến Baja California, Mexico, nơi chúng sinh sống trong rừng tảo bẹ. Ẩn nấp giữa các tảng đá và gốc tảo biển ở đáy trong khi cá chưa trưởng thành hình thành các đàn ở các tán tảo. Loài này có thể đạt chiều dài 6,4 cm.